# Blepephaeus nobuoi
Blepephaeus nobuoi là một loài bọ cánh cứng trong họ Cerambycidae.